# AliExpress
AliExpress.com — інтернет-магазин роздрібної торгівлі малого бізнесу Китаю, що пропонує товари міжнародним покупцям в Інтернеті. Належить групі компаній, а також має дочірні компанії в Європі, Великобританії і Росії, а власником є Alibaba Group Holding Limited.

## Історія
AliExpress розпочав свою діяльність, як портал обміну товарами та послугами виключно між компаніями з 26 квітня 2010 року. З того часу він  значно розширив свою сферу діяльності.
Інтерфейс порталу нині відображається англійською, іспанською, нідерландською, французькою, італійською, польською, португальською та російською. Станом на 2024 рік, мобільний застосунок AliExpress має повноцінну українськомовну локалізацію .

## Діяльність
Портал Aliexpress допомагає малим підприємствам продавати свою продукцію клієнтам по всьому світові і, так само як і на сайті Amazon або eBay, на AliExpress можна знайти практично все, що завгодно. Аналогічно до eBay, продавцями на Aliexpress можуть бути як компанії, так і приватні особи. Amazon відрізняється від Aliexpress, оскільки портал працює лише як платформа електронної торгівлі та не продає товар безпосередньо споживачам. Aliexpress напряму з'єднує китайських підприємців із споживачами. На відміну від китайського Інтернет-магазину Taobao, продажі Aliexpress спрямовані насамперед на міжнародних покупців переважно із США, Росії, Бразилії чи Іспанії. Alibaba використовує AliExpress для того щоб розширити свою зону споживачів за межами Азії та позмагатися із такими світовими гігантами онлайн торгівлі як Amazon чи eBay.

### Діяльність в Україні
17 серпня 2023 року, Національне агентство з питань запобігання корупції внесло китайську групу компаній Alibaba Group Holding Limited до переліку міжнародних спонсорів війни через те, що вона продовжує працювати в РФ. Зокрема, надає свої платформи для продажу товарів з вивезеної міді з тимчасово окупованих територій України.
На території Росії, з усіх платформ якими володіє Alibaba, найбільшого поширення набула платформа онлайн-комерції AliExpress, якою керує дочірня російська компанія з групи Alibaba ТОВ «Алибаба.КОМ (РУ). Річний прибуток ТОВ «Алибаба.КОМ (РУ)» за 2022 рік склав 16,3 млрд рублів (близько $160 млн). Значні суми цих коштів йдуть до бюджету РФ у вигляді податків, за рахунок яких потім утримується армія агресора. Так, у квітні 2023 року у ЗМІ з'явилася інформація про те, що китайська компанія Quzhou Nova закупала щонайменше 3220 тонн мідного сплаву на загальну суму $7,4 млн у ТОВ «Дебальцевський завод металургійного машинобудування», яке наразі знаходиться на тимчасово окупованій території України та контролюється росіянами. З вивезеної міді компанія Quzhou Nova виробляла товари, які реалізовувала на платформах Alibaba.
Alibaba також вдавалася до цензурування українського контенту на своїх платформах, пов’язаного з російсько-українською війною. Так, у березні 2022 року, за допис про війну, Alibaba заблокувала профіль українського стрімера, який мав на AliExpress понад 268 тисяч підписників. Водночас, проросійські дописи на платформі — не видалялися.
29 травня 2024 компанія Alibaba Group внесла обмеження до користувачів з РФ, а саме припинили приймати оплату в російських рублях та відправляти замовлення на територію РФ.

## Обмеження
AliExpress не дозволяє покупцям у Китаї купувати на своїй платформі, не зважаючи на те, що всі роздрібні торговці — китайці.